# Hemocianină

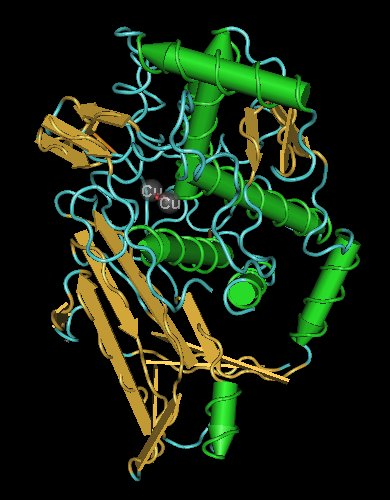
Strucura schematică a unei molecule de hemocianină la octopode

Hemocianina reprezintă o proteină respiratorie sub formă de metaloproteine care conține doi atomi de cupru, care se leagă reversibil cu o moleculă de oxigen. Hemocianina dezoxigenată este incoloră, iar prezența oxigenului îi conferă o culoare albastră. Ea transportă oxigenul în hemolimfa (sângele nevertebratelor) unor moluște și majoritatea artropodelor. Spre deosebire de hemoglobina vertebratelor care este inclusă în eritrocite, hemocianina este dizolvată hemolimfă.